# Kometa (baśń)
Artykuł ten został zgłoszony do umieszczenia na stronie głównej w rubryce „Czy wiesz”.
Pomóż nam go sprawdzić: oceń zgłoszoną nominację.
Kometa (duń. Kometen, ang. The Comet) – baśń literacka autorstwa Hansa Christiana Andersena, wydana po raz pierwszy w przekładzie na język angielski w czerwcu 1869 roku.

## Publikacja
Andersenowska baśń literacka pt. Kometa została po raz pierwszy opublikowana w przekładzie na angielski na łamach czasopisma „The Riverside Magazine for Young People”, wydanego przez wydawnictwo Hurd & Houghton w Nowym Jorku, w czerwcu 1869 roku. Angielski tytuł to: The Comet. Autor przekładu nie jest znany.
Pierwsze duńskie wydanie ukazało się w almanachu literackim For Ide og Virkelighed opublikowanym w sierpniu 1869 roku przez kopenhaskie wydawnictwo Gyldendal. Duński tytuł baśni to Kometen. Kolejne dwa wydania ukazały się w zbiorach za życia pisarza: w marcu 1872 oraz w grudniu 1874 roku.

## Motywy literackie
W utworze pojawia się motyw komety okresowej powracającej co kilkadziesiąt lat. W 1835 roku za życia Andersena do Ziemi zbliżyła się kometa Halleya.
Pisarz wymienia historyczne postacie: Wilhelma Tella, Palnatoke, świętych Knuda oraz Absalona. Chociaż nie jest wymieniony z imienia, mowa jest też o Kambyzesie.
Stary nauczyciel, bohater opowiadania, przygotował dla swoich uczniów ogrodową mapę Danii. Poszczególnym regionom odpowiadają charakterystyczne rośliny: dla wyspy Lolland groch zwyczajny (duń. Ært), dla wyspy Langeland gryka (duń. Boghvede), dla Skagen goryczka (duń. Entian) i woskownica (duń. Porsurten), Silkeborga ostrokrzew (duń. Christtjørn). Miasto Odense oznaczone była na ogrodowej mapie posągiem Knuda ze smokiem, Sorø figurą biskupa Absalona, Aarhus niewielką łodzią.
Andersen przywołał ludowy przesąd związany z łojowym wiórkiem sterczącym ze świecy. Miał wskazywać osobę, która niechybnie wkrótce umrze.
W baśni opisana została scena puszczania baniek mydlanych przez chłopca. Dziecko używało do tego celu specjalnej fajki z cybuchem, którą zanurzało w miseczce z mydlinami.

## Polskie przekłady
Pierwsze tłumaczenie Komety na język polski autorstwa Stefanii Beylin ukazało się w antologii baśni w 1931 roku. Drugie tłumaczenie, bezpośrednio z języka duńskiego, autorstwa Bogusławy Sochańskiej, ukazało się w 2006 roku w zbiorze Baśnie i opowieści.